# Ray Middleton
Ray Middleton (Boldon Colliery, 6 settembre 1919 – 12 aprile 1977) è stato un allenatore di calcio e calciatore inglese, di ruolo portiere.

## Carriera

### Giocatore
Nel 1938, dopo aver giocato a livello dilettantistico nel Washington, viene acquistato per 50 sterline dal Chesterfield, club della terza divisione inglese, con cui all'età di 19 anni esordisce tra i professionisti; rimane nel club per complessivi tredici anni, ovvero fino al 1951, ma di fatto a causa della seconda guerra mondiale e della conseguente interruzione dei campionati gioca di fatto in sole sei stagioni di terza divisione, nelle quali è titolare fisso, giocando 250 partite di campionato. Successivamente nel 1951 si trasferisce al Derby County, in prima divisione, categoria in cui nell'arco di due stagioni (nella sua seconda stagione in squadra i Rams retrocedono infatti in seconda divisione) gioca rispettivamente 42 e 39 partite. Al termine della stagione 1953-1954, nella quale gioca 35 partite in seconda divisione, viene svincolato dai bianconeri e va a chiudere la carriera con una stagione ai semiprofessionisti del Boston Utd, di cui è contemporaneamente giocatore ed allenatore.
In carriera ha totalizzato complessivamente 366 partite nei campionati della Football League.

### Allenatore
Dopo il ritiro rimane al Boston United per altre due stagioni, esclusivamente come allenatore; dal 1957 all'ottobre del 1959 allena invece l'Hartlepool Utd, prima in terza divisione e poi, nei primi mesi della stagione 1959-1960, nella neonata Fourth Division. Allena poi per un'altra stagione il Boston United, dove poi rimane fino alla morte (nel 1977) con un ruolo dirigenziale.

## Palmarès

### Giocatore

#### Competizioni regionali
- Lincolnshire Senior Cup: 1

Boston United: 1954-1955

### Allenatore

#### Competizioni regionali
- Lincolnshire Senior Cup: 3

Boston United: 1954-1955, 1955-1956, 1956-1957